# فرایند مورن
فرایند مورن یا مدل مورن، (به انگلیسی: Moran process or Moran model) یک فرایند تصادفی ساده است که در زیست‌شناسی برای توصیف جمعیت‌های محدود از آن استفاده می‌شود. این فرایند پس از پاتریک مورن، که برای اولین بار این مدل را در سال ۱۹۵۸ پیشنهاد کرد، نام‌گذاری شد. از این فرایند می‌توان برای مدل کردن فرایندهای افزاینده‌ی-انواع مانند جهش و تأثیرات کاهنده‌ی-انواع مانند رانش ژنتیکی و انتخاب طبیعی استفاده کرد. فرایند مورن می‌تواند پویایی احتمالاتی را در یک جمعیت محدود با اندازهٔ ثابت N که در آن دو آلل A و B در حال رقابت برای غلبه هستند، توصیف کند. این دو آلل همتاساز واقعی - موجوداتی که رونوشت‌هایی از خودشان درست می‌کنند - در نظر گرفته شده‌اند.
در هر گام زمانی، یک موجود (که از یکی از گونه‌های A یا B است) به‌طور تصادفی برای تولید مثل و یک موجود به‌طور تصادفی برای مرگ انتخاب می‌شود؛ بنابراین از ثابت ماندن اندازهٔ جمعیت اطمینان حاصل می‌شود. برای انتخاب از میان موجودات لازم است احتمال انتخاب موجودات با سازگاری بیشتر، بیشتر باشد. یک موجود یکسان می‌تواند در یک گام هم برای مرگ و هم تولید مثل انتخاب شود.

## رانش خنثی
وجود رانش خنثی بر اساس این باور است که یک جهش خنثی می‌تواند در سرتاسر یک جمعیت پخش شود به‌طوری‌که نهایتاً منجر به گم شدن آلل اصلی بشود. یک جهش خنثی سازگاری موجود با محیط را نسبت به حالت قبلی افزایش یا کاهش نمی‌دهد. فرایند مورن می‌تواند این پدیده را توصیف کند.
اگر تعداد موجودات گونهٔ A با i مشخص شده باشد، بنابراین فرایند مورن روی فضای حالت i = ۰, … , N تعریف می‌شود. از آنجایی که تعداد موجودات A حداکثر به اندازهٔ یکی در هر گام زمانی تغییر می‌کند، فقط یک‌گذار بین دو حالت i و i - 1 و دو حالت i و i + 1 وجود دارد؛ بنابراین ماتریس‌گذار این فرایند تصادفی، یک ماتریس سه‌قطری است و احتمال‌های آن از روابط زیر به دست می‌آیند:
{\displaystyle {\begin{aligned}P_{i,i-1}&={\frac {N-i}{N}}{\frac {i}{N}}\\P_{i,i}&=1-P_{i,i-1}-P_{i,i+1}\\P_{i,i+1}&={\frac {i}{N}}{\frac {N-i}{N}}\\\end{aligned}}}
{\displaystyle P_{i,j}} نشان دهنده احتمال رفتن از حالت i به حالت j است. برای درک روابط احتمال‌های گذار، باید به تعریف فرایند رجوع شود که در آن همیشه یک موجود برای تولید مثل و یک موجود برای مرگ انتخاب می‌شود. از آنجایی که فرایند چندین جهش را مدل نمی‌کند، زمانی که همهٔ موجودات گونهٔ A بمیرند، هرگز دوباره در جمعیت مطرح نمی‌شوند و برعکس؛ بنابراین {\displaystyle P_{0,0}=1}. به دلیل مشابه اندازهٔ جمعیت موجودات A زمانی که به N برسد و کل جمعیت را فرا بگیرد، همیشه N می‌ماند؛ بنابراین {\displaystyle P_{N,N}=1}. حالت‌های ۰ و N، جذب‌کننده و حالت‌های ۱, … , N − ۱ گذرا نامیده می‌شود. احتمال‌های‌گذار میانی می‌توانند با در نظر گرفتن اولین جمله به عنوان احتمال انتخاب فردی که فراوانی گونهٔ آن یکی افزایش می‌یابد و جملهٔ دوم به عنوان احتمال انتخاب یک موجود از موجودات آن گونه برای مرگ، توجیه شوند. بدیهی است که اگر دو موجود انتخاب شده برای تولید مثل و مرگ هر دو از یک گونه باشند، تعداد موجودات گونه‌ها تغییری نمی‌کند.
در نهایت جمعیت به یکی از حالات جذب‌کننده می‌رسد و تا ابد در آن حالت می‌ماند. در حالت‌های گذرا، نوسانات تصادفی رخ می‌دهد ولی نهایتاً جمعیت A یا منقرض می‌شود یا به تثبیت می‌رسد. این یکی از مهم‌ترین تفاوت‌ها با فرایندهای قطعیست که نمی‌توانند رخدادهای تصادفی را مدل کنند. امیدریاضی و واریانس تعداد افراد گونهٔ A، X(t)، در زمان t، هنگامی که حالت اولیهٔ X(0) = i داده شده باشد به صورت زیر محاسبه می‌شود:
{\displaystyle {\begin{aligned}\operatorname {E} [X(t)\mid X(0)=i]&=i\\\operatorname {Var} (X(t)\mid X(0)=i)&={\tfrac {2i}{N}}\left(1-{\tfrac {i}{N}}\right){\frac {1-\left(1-{\frac {2}{N^{2}}}\right)^{t}}{\frac {2}{N^{2}}}}\end{aligned}}}
برای امید ریاضی محاسبات به صورت زیر است. با گرفتن p = i/N,
{\displaystyle {\begin{aligned}\operatorname {E} [X(t)\mid X(t-1)=i]&=(i-1)P_{i,i-1}+iP_{i,i}+(i+1)P_{i,i+1}\\&=2ip(1-p)+i(p^{2}+(1-p)^{2})\\&=i.\end{aligned}}}
با گرفتن {\displaystyle Y=X(t)} و {\displaystyle Z=X(t-1)} و اعمال قانون امید ریاضی کل، {\displaystyle \operatorname {E} [Y]=\operatorname {E} [\operatorname {E} [Y\mid Z]]=\operatorname {E} [Z]}. اعمال پشت سر هم عملگر {\displaystyle \operatorname {E} [X(t)]=\operatorname {E} [X(0)],} یا {\displaystyle \operatorname {E} [X(t)\mid X(0)=i]=i} را نتیجه می‌دهد.
\\
برای واریانس محاسبات به صورت زیر هستند. با گرفتن {\displaystyle V_{t}=\operatorname {Var} (X(t)\mid X(0)=i),} داریم:
{\displaystyle {\begin{aligned}V_{1}&=E\left[X(1)^{2}\mid X(0)=i\right]-\operatorname {E} [X(1)\mid X(0)=i]^{2}\\&=(i-1)^{2}p(1-p)+i^{2}\left(p^{2}+(1-p)^{2}\right)+(i+1)^{2}p(1-p)-i^{2}\\&=2p(1-p)\end{aligned}}}
برای تمام t, {\displaystyle (X(t)\mid X(t-1)=i)}ها و {\displaystyle (X(1)\mid X(0)=i)} دارای توزیع یکسان هستند بنابراین واریانس آن‌ها برابر است. همانند قبل با گرفتن e {\displaystyle Y=X(t)} و {\displaystyle Z=X(t-1)} و اعمال قانون واریانس کل داربم:
{\displaystyle {\begin{aligned}\operatorname {Var} (Y)&=\operatorname {E} [\operatorname {Var} (Y\mid Z)]+\operatorname {Var} (\operatorname {E} [Y\mid Z])\\&=E\left[\left({\frac {2Z}{N}}\right)\left(1-{\frac {Z}{N}}\right)\right]+\operatorname {Var} (Z)\\&=\left({\frac {2\operatorname {E} [Z]}{N}}\right)\left(1-{\frac {\operatorname {E} [Z]}{N}}\right)+\left(1-{\frac {2}{N^{2}}}\right)\operatorname {Var} (Z).\end{aligned}}}
اگر {\displaystyle X(0)=i}، به دست می‌آید:
{\displaystyle V_{t}=V_{1}+\left(1-{\frac {2}{N^{2}}}\right)V_{t-1}.}
نوشتن مجدد عبارت به صورت
{\displaystyle V_{t}-{\frac {V_{1}}{\frac {2}{N^{2}}}}=\left(1-{\frac {2}{N^{2}}}\right)\left(V_{t-1}-{\frac {V_{1}}{\frac {2}{N^{2}}}}\right)=\left(1-{\frac {2}{N^{2}}}\right)^{t-1}\left(V_{1}-{\frac {V_{1}}{\frac {2}{N^{2}}}}\right)}
نتیجه می‌دهد:
{\displaystyle V_{t}=V_{1}{\frac {1-\left(1-{\frac {2}{N^{2}}}\right)^{t}}{\frac {2}{N^{2}}}}}
احتمال رسیدن A به تثبیت، احتمال تثبیت خوانده می‌شود. برای یک فرایند مورن ساده این احتمال برابر xi = i/N. است.
از آنجایی که تمامی افراد جمعیت سازگاری یکسانی دارند، تمام آن‌ها شانس یکسانی برای این که جد کل جمعیت باشند، دارند. این احتمال برابر 1/N است و بنابراین جمع این احتمال برای کل افراد گونهٔ A برابر i/N. است. زمان متسط رسیدن به حالت جذب از حالت i در رابطهٔ زیر ارائه شده‌است:
{\displaystyle k_{i}=N\left[\sum _{j=1}^{i}{\frac {N-i}{N-j}}+\sum _{j=i+1}^{N-1}{\frac {i}{j}}\right]}
زمان متوسط سپری شده برای رسیدن به حالت j با شروع از حالت i به صورت زیر است:
{\displaystyle k_{i}^{j}=\delta _{ij}+P_{i,i-1}k_{i-1}^{j}+P_{i,i}k_{i}^{j}+P_{i,i+1}k_{i+1}^{j}}
در اینجا δij نمایانگر دلتای کرونکر است. این رابطهٔ بازگشتی می‌تواند با در نظر گرفتن متغیر جدید qi که با آن {\displaystyle P_{i,i-1}=P_{i,i+1}=q_{i}} و بنابراین {\displaystyle P_{i,i}=1-2q_{i}} و عبارت به صورت زیر بازنویسی می‌شود:
{\displaystyle k_{i+1}^{j}=2k_{i}^{j}-k_{i-1}^{j}-{\frac {\delta _{ij}}{q_{i}}}}
متغیر {\displaystyle y_{i}^{j}=k_{i}^{j}-k_{i-1}^{j}} استفاده شده و بنابراین عبارت به صورت زیر تغییر می‌کند:
{\displaystyle {\begin{aligned}y_{i+1}^{j}&=y_{i}^{j}-{\frac {\delta _{ij}}{q_{i}}}\\\\\sum _{i=1}^{m}y_{i}^{j}&=(k_{1}^{j}-k_{0}^{j})+(k_{2}^{j}-k_{1}^{j})+\cdots +(k_{m-1}^{j}-k_{m-2}^{j})+(k_{m}^{j}-k_{m-1}^{j})\\&=k_{m}^{j}-k_{0}^{j}\\\sum _{i=1}^{m}y_{i}^{j}&=k_{m}^{j}\\\\y_{1}^{j}&=(k_{1}^{j}-k_{0}^{j})=k_{1}^{j}\\y_{2}^{j}&=y_{1}^{j}-{\frac {\delta _{1j}}{q_{1}}}=k_{1}^{j}-{\frac {\delta _{1j}}{q_{1}}}\\y_{3}^{j}&=k_{1}^{j}-{\frac {\delta _{1j}}{q_{1}}}-{\frac {\delta _{2j}}{q_{2}}}\\&\vdots \\y_{i}^{j}&=k_{1}^{j}-\sum _{r=1}^{i-1}{\frac {\delta _{rj}}{q_{r}}}={\begin{cases}k_{1}^{j}&j\geq i\\k_{1}^{j}-{\frac {1}{q_{j}}}&j\leq i\end{cases}}\\\\k_{i}^{j}&=\sum _{m=1}^{i}y_{m}^{j}={\begin{cases}i\cdot k_{1}^{j}&j\geq i\\i\cdot k_{1}^{j}-{\frac {i-j}{q_{j}}}&j\leq i\end{cases}}\end{aligned}}}
با دانستن {\displaystyle k_{N}^{j}=0} و
{\displaystyle q_{j}=P_{j,j+1}={\frac {j}{N}}{\frac {N-j}{N}}}
می‌توانیم {\displaystyle k_{1}^{j}} را محاسبه کنیم:
{\displaystyle {\begin{aligned}k_{N}^{j}=\sum _{i=1}^{m}y_{i}^{j}=N\cdot k_{1}^{j}&-{\frac {N-j}{q_{j}}}=0\\k_{1}^{j}&={\frac {N}{j}}\end{aligned}}}
بنابراین
{\displaystyle k_{i}^{j}={\begin{cases}{\frac {i}{j}}\cdot k_{j}^{j}&j\geq i\\{\frac {N-i}{N-j}}\cdot k_{j}^{j}&j\leq i\end{cases}}}
با {\displaystyle k_{j}^{j}=N}. حال ki, زمان کل تا رسیدن به تثبیت با شروع از حالت i، به صورت زیر قابل محاسبه است:
{\displaystyle {\begin{aligned}k_{i}=\sum _{j=1}^{N-1}k_{i}^{j}&=\sum _{j=1}^{i}k_{i}^{j}+\sum _{j=i+1}^{N-1}k_{i}^{j}\\&=\sum _{j=1}^{i}N{\frac {N-i}{N-j}}+\sum _{j=i+1}^{N-1}N{\frac {i}{j}}\end{aligned}}}
برای Nهای بزرگ تقریب زیر برقرار است:
{\displaystyle \lim _{N\to \infty }k_{i}\approx -N^{2}\left[(1-x_{i})\ln(1-x_{i})+x_{i}\ln(x_{i})\right]}

## انتخاب طبیعی
اگر یک آلل نسبت به آلل دیگر مزیت سازگاری بیشتر را داشته باشد، احتمال انتخاب شدن آن برای تولید مثل افزایش می‌یابد. این نکته می‌تواند با در نظر گرفتن مقدار سازگاری {\displaystyle f_{i}} برای موجودات گونهٔ A و میزان سازگاری {\displaystyle g_{i}} برای موجودات گونهٔ B که در آن i برابر تعداد موجودات گونهٔ A در حالت کنونی باشد، در مدل داخل شود. ماتریس‌گذار فرایند تصادفی به صورت سه-قطری و احتمال‌های‌گذار به صورت زیر خواهند بود:
{\displaystyle {\begin{aligned}P_{i,i-1}&={\frac {g_{i}(N-i)}{f_{i}\cdot i+g_{i}(N-i)}}\cdot {\frac {i}{N}}\\P_{i,i}&=1-P_{i,i-1}-P_{i,i+1}\\P_{i,i+1}&={\frac {f_{i}\cdot i}{f_{i}\cdot i+g_{i}(N-i)}}\cdot {\frac {N-i}{N}}\\\end{aligned}}}
در این روابط دیگر {\displaystyle P_{i,j}}، i / N نیست، بلکه به میزان سازگاری گونهٔ A بستگی دارد و بنابراین به صورت زیر است:
{\displaystyle {\frac {f_{i}\cdot i}{f_{i}\cdot i+g_{i}(N-i)}}.}
همچنین در این مورد، احتمال‌های تثبیت با شروع از حالت i به صورت رابطهٔ بازگشتی زیر تعریف می‌شود:
{\displaystyle x_{i}={\begin{cases}0&i=0\\\beta _{i}x_{i-1}+(1-\alpha _{i}-\beta _{i})x_{i}+\alpha _{i}x_{i+1}&1\leq i\leq N-1\\1&i=N\end{cases}}}
که رابطهٔ بستهٔ آن به صورت زیر است:
{\displaystyle x_{i}={\frac {\displaystyle 1+\sum _{j=1}^{i-1}\prod _{k=1}^{j}\gamma _{k}}{\displaystyle 1+\sum _{j=1}^{N-1}\prod _{k=1}^{j}\gamma _{k}}}\qquad {\text{(1)}}}
در این رابطه {\displaystyle \gamma _{i}=P_{i,i-1}/P_{i,i+1}} تعریف شده‌است.
در این مورد هم احتمال‌های تثبیت می‌توانند محاسبه شوند اما احتمال‌های‌گذار متقارن نیستند. در اثبات از علایم {\displaystyle P_{i,i+1}=\alpha _{i},P_{i,i-1}=\beta _{i},P_{i,i}=1-\alpha _{i}-\beta _{i}} و {\displaystyle \gamma _{i}=\beta _{i}/\alpha _{i}} استفاده می‌شود. با تعریف متغیر جدید {\displaystyle y_{i}=x_{i}-x_{i-1}} احتمال تثبیت می‌تواند به صورت بازگشتی با روابط زیر تعریف شود:
{\displaystyle {\begin{aligned}x_{i}&=\beta _{i}x_{i-1}+(1-\alpha _{i}-\beta _{i})x_{i}+\alpha _{i}x_{i+1}\\\beta _{i}(x_{i}-x_{i-1})&=\alpha _{i}(x_{i+1}-x_{i})\\\gamma _{i}\cdot y_{i}&=y_{i+1}\end{aligned}}}
حال دو خصوصیت منتج از تعریف متغیر yi می‌توانند برای به دست آوردن صورت بسته استفاده شوند:
{\displaystyle {\begin{aligned}\sum _{i=1}^{m}y_{i}&=x_{m}&&1\\y_{k}&=x_{1}\cdot \prod _{l=1}^{k-1}\gamma _{l}&&2\\\Rightarrow \sum _{m=1}^{i}y_{m}&=x_{1}+x_{1}\sum _{j=1}^{i-1}\prod _{k=1}^{j}\gamma _{k}=x_{i}&&3\end{aligned}}}
با ترکیب (۳) و xN = ۱:
{\displaystyle x_{1}\left(1+\sum _{j=1}^{N-1}\prod _{k=1}^{j}\gamma _{k}\right)=x_{N}=1.}
که با آن نتیجه می‌شود:
{\displaystyle x_{1}={\frac {1}{1+\sum _{j=1}^{N-1}\prod _{k=1}^{j}\gamma _{k}}}}
که این به ما می‌دهد:
{\displaystyle x_{i}={\frac {\displaystyle 1+\sum _{j=1}^{i-1}\prod _{k=1}^{j}\gamma _{k}}{\displaystyle 1+\sum _{j=1}^{N-1}\prod _{k=1}^{j}\gamma _{k}}}}
این مورد کلی که در آن سازگاری A و B به تعداد افراد هر گونه بستگی دارد در نظریهٔ بازی‌های تکاملی بررسی شده‌است.
در صورتی که یک تفاوت سازگاری ثابت r بین دو گونه فرض شود، نتایج ساده‌تری به دست می‌آید. افراد گونهٔ A با نرخ r و افراد گونهٔ B با نرخ ۱ تولید مثل می‌کنند؛ بنابراین در صورتی که A نسبت به B سازگاری بیشتری داشته باشد، r بزرگ‌تر از ۱ و در غیر این صورت کوچک‌تر از ۱ خواهد بود؛ بنابراین ماتریس‌گذار فرایند تصادفی به صورت سه-قطری و احتمال‌های‌گذار آن به صورت زیر خواهد بود:
{\displaystyle {\begin{aligned}P_{0,0}&=1\\P_{i,i-1}&={\frac {N-i}{r\cdot i+N-i}}\cdot {\frac {i}{N}}\\P_{i,i}&=1-P_{i,i-1}-P_{i,i+1}\\P_{i,i+1}&={\frac {r\cdot i}{r\cdot i+N-i}}\cdot {\frac {N-i}{N}}\\P_{N,N}&=1.\end{aligned}}}
در این مورد، {\displaystyle \gamma _{i}=1/r} یک ضریب ثابت برای هر ترکیبی از جمعیت است و بنابراین احتمال تثبیت عبارت (۱) به عبارت زیر ساده می‌شود:
{\displaystyle x_{i}={\frac {1-r^{-i}}{1-r^{-N}}}\quad \Rightarrow \quad x_{1}=\rho ={\frac {1-r^{-1}}{1-r^{-N}}}\qquad {\text{(2)}}}
که در آن احتمال تثبیت یک جهش A در جمعیتی که کل آن از گونهٔ B است اغلب مد نظر بوده و با ρ مشخص می‌شود.
همچنین در مورد انتخاب طبیعی، امید ریاضی و واریانس تعداد افراد گونهٔ A به صورت زیر محاسبه می‌شود:
{\displaystyle {\begin{aligned}\operatorname {E} [X(t)\mid X(t-1)=i]&=ps{\dfrac {1-p}{ps+1}}+i\\\operatorname {Var} (X(t+1)\mid X(t)=i)&=p(1-p){\dfrac {(s+1)+(ps+1)^{2}}{(ps+1)^{2}}}\end{aligned}}}
که در آن p = i/N, و r = 1 + s.
امید ریاضی به صورت زیر محاسبه می‌شود:
{\displaystyle {\begin{aligned}\operatorname {E} [\Delta (1)\mid X(0)=i]&=(i-1-i)\cdot P_{i,i-1}+(i-i)\cdot P_{i,i}+(i+1-i)\cdot P_{i,i+1}\\&=-{\frac {N-i}{ri+N-i}}{\frac {i}{N}}+{\frac {ri}{ri+N-i}}{\frac {N-i}{N}}\\&=-{\frac {(N-i)i}{(ri+N-i)N}}+{\frac {i(N-i)}{(ri+N-i)N}}+{\frac {si(N-i)}{(ri+N-i)N}}\\&=ps{\dfrac {1-p}{ps+1}}\\\operatorname {E} [X(t)\mid X(t-1)=i]&=ps{\dfrac {1-p}{ps+1}}+i\end{aligned}}}
برای واریانس محاسبات به صورت زیر است. برای واریانس یک گام واحد داریم:
{\displaystyle {\begin{aligned}\operatorname {Var} (X(t+1)\mid X(t)=i)&=\operatorname {Var} (X(t))+\operatorname {Var} (\Delta (t+1)\mid X(t)=i)\\&=0+E\left[\Delta (t+1)^{2}\mid X(t)=i\right]-\operatorname {E} [\Delta (t+1)\mid X(t)=i]^{2}\\&=(i-1-i)^{2}\cdot P_{i,i-1}+(i-i)^{2}\cdot P_{i,i}+(i+1-i)^{2}\cdot P_{i,i+1}-\operatorname {E} [\Delta (t+1)\mid X(t)=i]^{2}\\&=P_{i,i-1}+P_{i,i+1}-\operatorname {E} [\Delta (t+1)\mid X(t)=i]^{2}\\&={\frac {(N-i)i}{(ri+N-i)N}}+{\frac {(N-i)i(1+s)}{(ri+N-i)N}}-\operatorname {E} [\Delta (t+1)\mid X(t)=i]^{2}\\&=i(N-i){\frac {2+s}{(ri+N-i)N}}-\operatorname {E} [\Delta (t+1)\mid X(t)=i]^{2}\\&=i(N-i){\frac {2+s}{(ri+N-i)N}}-\left(ps{\dfrac {1-p}{ps+1}}\right)^{2}\\&=p(1-p){\frac {2+s(ps+1)}{(ps+1)^{2}}}-p(1-p){\frac {ps^{2}(1-p)}{(ps+1)^{2}}}\\&=p(1-p){\dfrac {2+2ps+s+p^{2}s^{2}}{(ps+1)^{2}}}\end{aligned}}}

## نرخ تکامل
در جمعیتی که تمام افراد آن از گونهٔ B هستند، یک جهش A می‌تواند با احتمال زیر کل جمعیت را در بر بگیرد:
{\displaystyle \rho ={\frac {1-r^{-1}}{1-r^{-N}}}.\qquad {\text{(2)}}}
اگر نرخ جهش (برای جهش از آلل B به A) در جمعیت برابر u باشد، نرخ این که یک نفر در جامعه به A جهش پیدا کند برابر N × u و نرخ این که کل جمعیت از تمام B به تمام A تغییر پیدا کند برابر حاصل‌ضرب نرخ به وجود آمدن یک جهش جدید از B به A در جمعیت در احتمال تثبیت A است:
{\displaystyle R=N\cdot u\cdot \rho =u\quad {\text{if}}\quad \rho ={\frac {1}{N}}.}
بنابراین در صورتی که جهش خنثی باشد (بدین معنی که احتمال تثبیت برابر N/1 است)، نرخ اینکه یک جهش کل جمعیت را فرا بگیرد مستقل از اندازهٔ جمعیت و برابر نرخ جهش خواهد بود. این نتیجهٔ مهم پایهٔ نظریهٔ خنثی تکامل است و پیشنهادگر این است که تعداد جهش‌های نقطه‌ای مشاهده شده در ژنگان دو گونهی متفاوت به صورت ساده با ضرب نرخ جهش در دو برابر زمان واگرایی این دو گونه به دست می‌آید؛ بنابراین نظریهٔ خنثی تکامل در صورت درست بودن فرضیه‌هایش که ممکن است منطبق بر واقعیت نباشد، یک ساعت مولکولی را فراهم می‌کند.